# (1919) Clemence
(1919) Clemence (aussi nommé 1971 SA) est un astéroïde de la ceinture principale, découvert le 16 septembre 1971 par Carlos Ulrrico Cesco et James B. Gibson au Complejo Astronómico El Leoncito, en Argentine.
Il a été nommé en hommage à l'astronome américain Gerald Maurice Clemence.